# Stephanie von Pfuel
Stephanie Gräfin Bruges-von Pfuel (geborene Freiin Michel von Tüßling; * 13. April 1961 in München) ist eine deutsche Wald- und Schlossbesitzerin sowie ehemalige Kommunalpolitikerin (CSU).

## Leben und Familie
Stephanie Gräfin Bruges-von Pfuel ist die erste Tochter aus der zweiten Ehe des in der Zeit des Nationalsozialismus tätigen SS-Sturmbannführers und späteren Forstwirts Karl Freiherr Michel von Tüßling mit Ulrike Barth. Sie wuchs zusammen mit ihrer jüngeren Schwester Ulrike Freiin Michel von Tüßling (* 1962) auf Schloss Tüßling, dem land- und forstwirtschaftlichen Anwesen ihres Vaters in Tüßling auf. Außerdem hat sie noch einen älteren Halbbruder, Friedrich Karl Freiherr Michel von Tüßling (* 1943).
Von 1983 bis 1988 war sie in erster Ehe mit Benedikt Graf Batthyány (* 1960), Enkel des Fürsten Ladislaus Batthyány-Strattmann verheiratet. Aus ihrer zweiten Ehe (1988–1998) mit dem Münchner Kaufmann Bernd-Harald Bagusat (* 1943) entstammen vier Kinder. Im Alter von sieben Jahren wurde ihre Tochter Amelie Bagusat (* 1995) bei einem Verkehrsunfall in Tüßling schwer verletzt.  Ihr ältester Sohn, Karl Bagusat (* 21. Mai 1992; † 27. März 2019), verstarb an den Folgen eines schweren Verkehrsunfalls in Berlin. In dritter Ehe (1999–2006) war sie mit Christian Graf Bruges-von Pfuel (* 1942), Sohn des Curt-Christoph von Pfuel, verheiratet. Dieser Ehe entstammen zwei weitere Kinder. Im Oktober 2019 starb ihr ehemaliger Lebenspartner (2006–2014) Hendrik te Neues (1952–2019) durch Suizid. Seit 2018 war Stephanie Gräfin Bruges-von Pfuel mit dem Geiger Edmond Fokker van Crayestein (* 1962) liiert.  Im November 2022 gab sie die Trennung von ihm bekannt.
Nach dem Abitur am Gymnasium Landheim Schondorf am Ammersee studierte sie Forstwissenschaften an der Universität für Bodenkultur in Wien, die sie 1988 mit Abschluss als Diplom-Ingenieurin verließ. In den folgenden Jahren arbeitete sie als Angestellte ihres Vaters und wurde nach dessen Tod im Oktober 1991 Alleinerbin des Familienbesitzes, zu dem neben großen Wäldern auch das marode Renaissanceschloss Schloss Tüßling aus dem Jahr 1583 gehörte. 1992 leitete sie allein mit Einsatz privater Mittel die Renovierung des Hauses ein.
Seit 2003 ist sie als Ehrenbotschafterin für die SOS-Kinderdörfer tätig und übernahm die Patenschaft für die SOS-Kinderdörfer Bogotá (Kolumbien) und St. Petersburg (Russland). 2008 war sie Schirmherrin der SOS-Patenwochen. Sie besuchte SOS-Kinderdörfer in Österreich, Kambodscha, Sri Lanka, Jordanien, Uganda und Marokko. Mit der Online-Petition der SOS-Kinderdörfer weltweit engagierte sie sich 2016 für den besonderen Schutz von Flüchtlingskindern.
Seit 1996 war sie für die CSU Mitglied des Marktgemeinderates Tüßling. 1999 wurde sie in den Ausschuss des Bayerischen Waldbesitzerverbandes gewählt, 2000 in den Beirat des Bayerischen Grundbesitzerverbandes. Seit 1998 ist sie berufene Ehrenrichterin am Sozialgericht München. Im März 2011 wurde sie mit 11 zu 6 Stimmen zur stellvertretenden Bürgermeisterin des Marktes Tüßling gewählt. Mit knapp 82 Prozent der Stimmen gewann sie die Bürgermeisterwahl im März 2014. Sie war vom 1. Mai 2014 bis 30. April 2020 Bürgermeisterin von Tüßling. Im Dezember 2018 kündigte sie an, im Jahr 2020 nicht mehr für das Amt der Bürgermeisterin zu kandidieren, und auch im Gemeinderat und Kreistag keine Mandate mehr anzustreben.
2020 trat sie aus der CSU aus und bezeichnete die coronabegründeten Maßnahmen als „menschenverachtende und arrogante Politik“ und insbesondere das Tragen von Masken als Schikane.
2002 wirkte sie in einem Werbespot für den Kaffeeröster Eduscho mit. 2005 moderierte sie im Programm des MDR die Sendung Einmal im Leben. Wiederholt war sie Gast in politischen Talkshows, so bei hart aber fair (April 2009), Anne Will (Juni 2009) und bei Günther Jauch (Mai 2015). 2007 erschien ihre Autobiografie Wenn schon, denn schon. In einem zweiten Buch präsentiert sie Tischdekorationen und Rezepte. Von 2011 bis 2012 moderierte sie die vom ZDFinfo gesendete Einrichtungsshow Stephanies Wohnwunder.

## Ehrungen und Auszeichnungen
- 2011 – Bundesverdienstkreuz am Bande des Verdienstordens der Bundesrepublik Deutschland für ihr bürgerschaftliches Engagement[13]
- 2016 – Bayerischer Verdienstorden durch Ministerpräsident Horst Seehofer in der Münchener Residenz

## Schriften
- 2007: Wenn schon, denn schon. Autobiografie. Bearbeiterin: Cornelia von Schelling. LangenMüller, München 2007, ISBN 978-3-7844-3115-4.
- 2008: Cool events at home. Verlagsgruppe teNeues, Kempen 2008, ISBN 978-3-8327-9273-2.
- 2011: Decorations at Home: Ideen und Inspirationen, die Ihr Zuhause verschönern. Verlagsgruppe teNeues, Kempen 2011, ISBN 978-3-8327-9460-6.
- 2013: Living in Style Berlin. Verlagsgruppe teNeues, Kempen 2013, ISBN 978-3-8327-9741-6.
- 2014: Living in Style München. Verlagsgruppe teNeues, Kempen 2014, ISBN 978-3-8327-9888-8.

## Fernsehdokumentation
- Deutschland, deine Erben – Geschenktes Geld: Lust oder Last?, Die Samstags-Dokumentation Süddeutsche Zeitung TV, Deutschland, 2011, 120 Min., mit Wolfgang Grupp, Stephanie von Pfuel, Karl Ludwig Schweisfurth und Albrecht von Weech, Produktion: VOX, Erstausstrahlung: 20. August 2011.
- LandGut – Rosentaufe auf Schloss Tüßling, ZDF info, Deutschland, 2013, 40 min., Magazin, 2013 mit Susanne Conrad
- Wo Grafen schlafen – Die ungewöhnliche Gräfin, ServusTV, Österreich, 2014, mit Eduard Habsburg-Lothringen und Jessica Schwarz, Erstausstrahlung: 30. Januar 2015.